# Енгин Акюрек
Енгин Акюрек  (на турски: Engin Akyürek) е турски актьор и писател, носител и номиниран за редица престижни международни и национални награди за актьорското си майсторство, известен с дарителската си дейност, рекламно лице на дигиталната платформа Дисни Плюс, Турция и на компанията Shell, Турция.

## Биография
Енгин Акюрек е роден на 12 октомври 1981 г. в Анкара, Турция. Корените на семейството му са от град Ерзинджан. Баща му е държавен служител, а майка му – домакиня. Има един брат, по-млад от него. Не е женен. Любител е на подводните спортове, както и фен на известния футболен отбор Бешикташ.
Енгин Акюрек е възпитаник на Университета в Анкара, където през 2002 г. се дипломира със специалност „История“ при Факултета по история, география и езикознание. По време на следването си се занимава активно с театър. След дипломирането се премества в Истанбул. За пръв път застава пред камера в телевизионното състезание за млади таланти „Звездите на Турция“ (Türkiye'nin Yıldızları) през 2004 г. и печели първа награда. Пред него се отварят вратите на киното и телевизията.
През 2015 г. Енгин Акюрек започва паралелно да се занимава и с литературна дейност. Заедно с Ясин Окуз, негов приятел, стартират издаването на списание „Каквото ми хрумне" (Kafasına Göre), периодично издание за литература и култура, в което самият той публикува кратки разкази.
През октомври, 2018 г. излиза от печат първата му книга, със заглавие „Тишина“ в тираж 10 000 броя. Всички приходи от продажбата, включително и тези от бъдещи издания на книгата, Енгин Акюрек дарява на образователна фондация „Darüşşafaka“, създадена от неправителствена организация през 1873 г. с цел академично и колежанско обучение на пълен пансион за деца сираци. Книгата съдържа 21 разказа и влиза в топ 7 на най-продаваните книги в Турция за ноември, 2018 г. Преведена е на испански (2 издания), френски, английски, персийски и арабски. През юни 2021 година в Турция излиза 7-то издание на книгата, в същия тираж, като 500 бройки от нея са с личен автограф от Енгин Акюрек и са раздадени чрез томбола на деца по програмата на Shell за подпомагане образованието на младите хора.
През юни 2023 г. излиза от печат втората книга на Енгин Акюрек, със заглавие „Безвремие“ (Zamansiz). Авторските права, заедно с всички приходи от продажбата ѝ, той дарява на Асоциацията на хората с парализа на гръбначния стълб в Турция.
През м.февруари 2025 г. Енгин Акюрек получава титлата „Посланик на мира“ (Embajador de la paz) на Международния панаир на книгата в Мексико, за своята алтруистична работа и ангажираност към хуманитарни и благотворителни каузи, от фондация Busca La PAZ Worldwide AC (организация, посветена на мира, изкуството и образованието в Мексико).

## Кариера
През 2004 г., две години след дипломирането си от университета, Енгин Акюрек участва в телевизионния конкурс „Звездите на Турция“, където талантът му е забелязан и печели безапелационно първо място. Тази победа му осигурява поддържаща роля в телевизионния сериал „Брак с чужденец" (Yabancı Damat) (2004 – 2007), продуциран от Ямур Тайлан и Дурул Тайлан. Ролята на Кадир му носи одобрението на критиците и води до дебют в игралното кино с филма „Съдба“ (Kader) (2006) на Зеки Демиркубуз. За ролята си на Джеват в този филм, Енгин Акюрек получава наградата „Най-обещаващ актьор“ на две институции: 39-те Награди на турското кино (SİYAD), както и Награда на Асоциацията на турските кинокритици (CASOD) през 2006 г.
Следва ролята на Низипли Халим в телевизионния сериал „Черната змия“ (Karayılan) (2007 – 2008). Действието в него се развива в малкото провинциално градче Газиантеп и отразява турското съпротивително движение срещу френската окупация.
През следващата година Енгин Акюрек получава първата си главна роля – в телевизионния сериал „Ако бях облак“ (Bir Bulut Olsam) (2009) по сценарий на Мерал Окай и с продуцент Улаш Инач. Там той е в ролята на психически неуравновесен, страдащ от епилепсия и лудо влюбен в своята братовчедка, кметски син Мустафа Булут. При подготовката си за ролята, актьорът прекарва известно време в психиатрична клиника като наблюдател и така автентично пресъздава на екрана епилептичните припадъци на героя, че след излъчването на сериала в интернет форумите се появяват коментари на лекари и психолози, които изразяват своето учудване и възхищение.
Най-голяма популярност, обаче, Енгин Акюрек печели с ролята си на Керим Ългаз в сериала „Пепел от рози“ / „Каква е вината на Фатмагюл“ (Fatmagül'ün Sucu Ne?) (2010 – 2012), излъчен и в България. Сериалът повдига тежки социални въпроси, свързани с жертвите на изнасилване. Сценарият на сериала е адаптация на игрален филм от 80-те години по сценарий на Ведат Тюркали, направена от Едже Йоренч и Мелек Генчолу. Продуцент е Керем Чатай, режисьор – Хилял Сарал, а в главната женска роля е актрисата Берен Саат. По време на заснемането на сериала цензурата в Турция прави опити да го прекъсне, а по-късно дори да спре излъчването му. Женските организации се активизират и започват подписка в негова защита, намесват се и депутати от Германия, които излизат с декларация в подкрепа на сериала, заради акцента му върху правата на жените. „Каква е вината на Фатмагюл“ е най-продаваният турски сериал в чужбина, а Енгин Акюрек става по-популярен в чужбина, отколкото в Турция и се сдобива с огромна фен-маса, най-вече в Латинска Америка. Получава множество награди. Проф. Каролина Акоста Алзуру от Университета в Джорджия, САЩ активно изследва темата за въздействието на Енгин Акюрек и турските сериали като цяло, и публикува научни статии.
Следва игралният филм „Малка септемврийска афера“ / „Малък септемврийски проблем“ (Bi Kücük Eylül Meselesi) (2014), със сценарист и режисьор Керем Дерен. Енгин Акюрек е в главната роля на странен, талантлив художник на комикси, на име Текин (Тек). Филмът е заснет на остров Тенедос (Bozcaada). По думи на сценариста Керем Дерен, ролята на странния самотник Тек може да бъде интерпретирана по различни начини и малко актьори биха могли да я изиграят така, че зрителите да харесат героя, и Енгин Акюрек е един от тях.
Енгин Акюрек се завръща на малкия екран с ролята на комисар Йомер Демир в сериала „Черна любов“ / „Черни пари и любов“ (Kara Para Aşk) (2014 – 2015), където си партнира с Туба Бююкюстюн. Тази роля му носи световно признание през 2015 г. с наградата „Най-добър актьор“ на Международните награди за драматично изкуство в Сеул (International Seoul Drama Awards), както и с номинация за „Най-добър актьор“ в индивидуалните категории на Международните награди ЕМMИ (International Emmy Awards). „Черни пари и любов“ става най-продаваният турски сериал за 2015 г. и Енгин Акюрек е удостоен с редица други награди като наградата на Асоциацията на износителите, награда „Най-добър актьор на годината“, присъдена на Фестивала Маркони, награда на факултета по радио и телевизия на университета в гр. Бурса, както и наградата „Кристална мишка“ (Kristal Fare).
През 2017 г. Енгин Акюрек изпълнява главната мъжка роля в сериала „До смърт“ (Ölene Kadar). Там той е Дахан Сойсюр, студент по медицина, несправедливо осъден за престъпление, което не е извършил. Сериалът е по идея на Елиф Усман Ергюден и е продуциран от компания TIMS. Партньорка на Енгин Акюрек е актрисата Фахрие Евджен.
В края на 2017 г. Енгин Акюрек е награден със специална награда „Златна пеперуда“ – „Създател на чудеса“, за приноса му към успеха на турските сериали в чужбина.
През 2018 г. Енгин играе ролята на Керем в игралния филм на Чаан Ърмак „Поверявам ти децата“ (Çocuklar Sana Emanet). Филмът съчетава елементи на трилър, фентъзи и психодрама; показва битка със зли сили от отвъдното и същевременно засяга социални проблеми като лечение „ин-витро“ и педофилия. Това е първият филм на Енгин Акюрек, в който са използвани визуални ефекти, като съдържа сцени, заснети на зелен фон с допълнително наслагване на компютърно генерирани изображения. Също така това е първият турски филм с премиера в Латинска Америка. Продуцент е „Авшар филм“.
През 2018 г. Енгин Акюрек заснема още един игрален филм – „Една любов, два живота“ (Bir Aşk İki Hayat), в който си партнира с актрисата Бергюзар Корел. Премиерата на филма е на 14.02.2019 г.
През декември 2018 г. Енгин Акюрек става лице на МАРКА 2018 за участието си в телевизионните сериали, които се излъчват в повече от 140 страни по света.
На 6 май 2019 г. в Истанбул, на 24-то издание на Турските награди за театрално и филмово изкуство „Садри Алъшък“, Енгин Акюрек получва специалната награда за принос в киното „Най-добър актьор – Айхан Ъшък“.
Акюрек се завръща на малкия екран със сериала „Дъщерята на посланика" (Sefirin Kizi) през декември 2019 г. Телевизионната поредица е съвместна продукция на компаниите O3 Medya и NGM и се излъчва по телевизия Star. Сценаристки са Нехир Ердем и Айзе Ферда Ерйълмаз, а режисьор Емре Кабакушак. Сериалът разказва историята за невъзможната любов между Санджар (Енгин Акюрек) и Наре (Неслихан Атагюл), които се обичат от деца, но са разделени от трагични обстоятелства. След девет години съдбата ги събира отново. Заснемането на сериала е проблемно – снимките на първи сезон са спрени временно през април 2020 г. заради епидемията от COVID-19, но са възобновени през месец юни същата година. В средата на втория сезон се сменя екипът от сценаристи, а изпълнителката на главната женска роля, Неслихан Атагюл, напуска сериала по здравословни причини. Към актьорския състав се присъединява Туба Бююкюстюн с нова роля, на Мави и сериалът прави финал на 11 май 2021 г. със заснемане на предварително планираните 52 епизода.
През юли 2021 г., по поръчка на дигиталната платформа Нетфликс, е заснет игралният филм „Лек път“ / „На добър час“ (Yolun Acik Olsun), в който Енгин Акюрек си партнира с Толга Саръташ, а режисьор е Мехмет Ада Йозтекин.
През 2021 / 2022 г. Енгин Акюрек участва в драматичния приключенски сериал „Бягство“, заснет по написана от самия него история. Дигиталната платформа Дисни+ стартира своето излъчване в РТурция на 14.06.2022 г. точно с тази продукция. Енгин Акюрек е в ролята на военен фотограф и си партнира с актрисата Ирем Хелваджъоулу. Сериалът е продуциран от О3 Medya и Same Film, сценарист е Али Доанчай, а режисьор Ягъз Алп Акайдън. Сериалът „Бягство“ е отличен с наградата „Altın 61 Ödülleri“ 2022 г. в категорията „Най-добър сериал на дигитална платформа“, а Енгин Акюрек – „Най-добър актьор в дигитални проекти“ за 2022 г.
Енгин Акюрек е избран за лице на дигиталната платформа Дисни Плюс за РТурция.
През 2023 г. Енгин Акюрек започва снимки в сериала „Казвам се Фара", разработен като вариант на аржентинския телевизионен сериал „Чистачката". Тук той е в ролята на мафиота Тахир, а негова партньорка е Демет Йоздемир.
През 2024 – 2025 г. Енгин Акюрек играе в телевизионния сериал „Стари пари“, на продуцентска компания Tims&B, заснет по поръчка на дигиталната платформа Нетфликс. Негова партньорка е актрисата Аслъ Енвер. Сценарист на сериала е Мерич Аджеми, а режисьор Улуч Байрактар. 

## Филмография

### Игрални филми
| Година | Заглавие на български     | Оригинално заглавие     | Роля                | Бележки |
| ------ | ------------------------- | ----------------------- | ------------------- | --- |
| 2006   | Съдба                     | Kader                   | Джеват              | Награди: 1.„Най-обещаващ актьор“ на 39-те Награди на турското кино ''(SIYAD)'' 2. Награда на Асоциацията на турските кинокритици ''(CASOD)'' |
| 2014   | Малка септемврийска афера | Bi Kücük Eylül Meselesi | Текин (главна роля) | Премиера на филма: Деня на влюбените, 14.02.2014 г. Мото на филма: „Светът е пълен с пропуснати чудеса“                                      |
| 2018   | Поверявам ти децата       | Çocuklar Sana Emanet    | Керем (главна роля) | Премиера на филма: 23.03.2018 г. |
| 2018   | Една любов – два живота   | Bir Aşk İki Hayat       | Умут (главна роля)  | Мото на филма: „Малките решения променят живота.“                                                                                            |
| 2022   | Лек път                   | Yolun Açık Olsun        | Салих (главна роля) | „Посвещава се на тези, които не можаха да се върнат, както и на тези, които чувстват непоносимата тежест да се завърнат живи“.               |

### Телевизионни сериали и сериали за дигитални платформи
| Година      | Заглавие на български | Оригинално заглавие  | Роля                         | Бележки |
| ----------- | --------------------- | -------------------- | ---------------------------- | --- |
| 2004 – 2007 | Брак с чужденец       | Yabancı Damat        | Кадир                        | |
| 2007 – 2008 | Черната змия          | Karayılan            | Низипли Халим                | |
| 2008 – 2009 | Ако бях облак         | Bir Bulut Olsam      | Мустафа Булут                | първа главна роля |
| 2010 – 2012 | Пепел от рози         | Fatmagül'ün Suçu Ne? | Керим Ългаз                  | водеща роля |
| 2014 – 2015 | Черни пари и любов    | Kara Para Aşk        | Йомер Демир (главна роля)    | 1. Номинация за Награда Еми в категорията „Best Performance By An Actor", 2015 2. Seoul International Drama Awards: Награда „Най-добър актьор в сериал“, 2015 г. |
| 2017        | До смърт              | Ölene Kadar          | Дахан Сойсюр                 | главна роля |
| 2019 – 2021 | Дъщерята на посланика | Sefirin Kizi         | Санджар Ефеолу (главна роля) | Награда „Златна Артемида" на Международния филмов фестивал в Измир, 2020 г.                                                                                      |
| 2022        | Бягство               | Kaçiş                | Мехмет (главна роля)         | Сериалът е по история на Енгин Акюрек. В топ 10 на Нетфликс за м.юни 2022 г.                                                                                     |
| 2022        | Затворник             | Mahkum               | Мехмет                       | гост – звезда |
| 2023        | Казвам се Фарах       | Adım Farah           | Тахир (главна роля)          | Римейк на аржентинския телевизионен сериал „Чистачката" |

## Театър
През 2007 г. Енгин Акюрек участва в театралния мюзикъл „Романтика“ с режисьор Шакир Гурзумар, където изпълнява водещата роля на Чето.
| Заглавие            | Година | Роля | Бележки |
| ------------------- | ------ | ---- | ------- |
| Мюзикъл „Романтика“ | 2007   | Чето |         |

## Награди
| Година         | Заглавие                               | Роля          | Получени награди |  |
| -------------- | -------------------------------------- | ------------- | --- |  |
| 2006           | „Съдба“                                | Джеват        | Награда „Най-обещаващ актьор“на 39-те Награди на турското кино (SIYAD) |  |
| 2006           | „Съдба“                                | Джеват        | Награда „Най-обещаващ актьор“, присъдена от Асоциацията на турските актьори и кинокритици CASOD (Cagdas Sinema Oyuncuları Dernegi)                                           |  |
| Mай 2011       | „Пепел от рози"                        | Керим         | Награда „Най-добър актьор за 2011“, присъдена от www.televizyondizisi.com (награда на зрителите)                                                                             |  |
| Март 2012      | „Пепел от рози"                        | Керим         | Награда „Най-добър актьор в телевизионен сериал за 2011“, награда на университета Хош.                                                                                       |  |
| Mай 2012       | „Пепел от рози"                        | Керим         | „Най-добър драматичен актьор за 2011“, награда на вестник „Аяклигазете“ |  |
| Май 2012       | „Пепел от рози"                        | Керим         | Награда „Най-добър актьор за 2012“, присъдена от www.televizyondizisi.com (награда на зрителите)                                                                             |  |
| Mай 2014       | „Черни пари и любов“                   | Йомер         | Награда „Най-добър актьор за 2014“, присъдена от www.televizyondizisi.com (награда на зрителите)                                                                             |  |
| Декември 2014  | „Черни пари и любов“                   | Йомер         | Награда „Най-добър драматичен актьор за 2014“, награда на телевизия „Ранини“.                                                                                                |  |
| Април 2015     | „Черни пари и любов“                   | Йомер         | Награда „Звезда на най-продаван в чужбина сериал за 2014 г.“, присъдена от Асоциацията на износителите (Stars of the Export Awards).                                         |  |
| Mай 2015       | „Черни пари и любов“                   | Йомер         | Награда „Най-добър актьор на годината“, присъдена на Фестивала Маркони, организиран от факултета по Радио и Телевизия.                                                       |  |
| Септември 2015 | „Черни пари и любов“                   | Йомер         | МЕЖДУНАРОДНА награда „Най-добър драматичен актьор“ за 2015 г. Награда на Международната организация за драматично изкуство в СЕУЛ – (Seoul International Drama Awards, 2015) |  |
| Ноември 2015   | „Черни пари и любов“                   | Йомер         | Награда „Кристална мишка“, Най-добър актьор за 2015 г. |  |
| Ноември 2015   | „Черни пари и любов“                   | Йомер         | Номинация за „Най-добър актьор“ на МЕЖДУНАРОДНИТЕ НАГРАДИ ЕММИ 2015 г.(International Emmy Awards 2015, Best Performance By An Actor)                                         |  |
| Юни 2017       | „До смърт“                             | Дахан         | Награда „Най-добър актьор за 2017“, присъдена от www.televizyondizisi.com (награда на зрителите)                                                                             |  |
| 10.12.2017     | Цялостно творчество                    |               | „Златна пеперуда“ – специална награда „Създател на чудеса“ |  |
| 2017           | Перу, Латиноамерикански турски награди |               | Latina Turkish Awards „Най-добър турски актьор, 2017“ |  |
| 06.05.2019     | Специална награда за принос в киното   |               | На 24-то издание на Наградите за ТЕАТРАЛНО и ФИЛМОВО ИЗКУСТВО „Садри Алъшък", Енгин Акюрек получава специалната награда „Най-добър актьор – Айхан Ъшък“.                     |  |
| 26.09.2020     | „Дъщерята на посланика“                | Санджар       | Награда „Златна Артемида" - „Най-добър актьор" за 2020 г. на МЕЖДУНАРОДНИЯ филмов фестивал в Измир.                                                                          |  |
| 21.11.2022     | „Бягство"                              | Мехмет        | Награда „Най-добър актьор в сериал за дигитална платформа" за 2022 г., Altın61                                                                                               |  |
| 11.11.2023     | „Лек път“                              | Салих         | Награда „Златна Артемида" - „Най-добър актьор във филм за дигитална платформа" на МЕЖДУНАРОДНИЯ филмов фестивал в Измир.                                                     |  |
| Декември 2023  | „Казвам се Фара“                       | Тахир Лекесиз | Награда „Най-добър актьор на годината“ на дигиталната платформа KızlarSoriyor                                                                                                |  |
| Януари 2024    | „Казвам се Фара“                       | Тахир Лекесиз | Награда „Най-добър актьор на годината“ (2023) на дигиталната платформа Dizinews01                                                                                            |  |

### Разкази
1. Превърната в сън, тя преследва сънищата ми (Düş Olup Düştüm Düşlerimin Peşine) – бр. 1 / април 2015
2. Говорещи глави (Konuşan Kafalar) – бр. 2 / юни 2015
3. Състояние на усмивка (Bi Tebessüm Halinde) – бр. 3/ август 2015
4. Въздух, наситен с аромат на спомени (Havada Anıların Kokusu Var) – бр. 4 / октомври 2015
5. Детето в мен (İçimdeki Çocuk) – бр. 5 / декември 2015
6. Кратък разказ за любовта (Aşk Üzerine Küçük Bir Öykü) – бр. 6 / януари 2016
7. Безмълвие (Sessizlik) – бр. 7 / март 2016
8. Миризма (Koku) – бр. 8 / май 2016
9. Старицата (Yaşlı Teyze) – бр. 9 / юли 2016
10. Топче (Misket) – бр. 10 / септември 2016
11. В очите ѝ се крият облаци (Gözlerinde Bulut Saklıydı) – бр. 11 / ноември 2016
12. Снежният човек (Kardan Adam) – бр. 12 / януари 2017
13. Хасан, синът на Ахмет (Ahmet Oğlu Hasan) – бр. 13 / март 2017
14. Тръгване (Gitmek) – бр. 14 / май 2017
15. Нашата немска овчарка (Bizim Alman Kurdu) – бр. 15 / юли 2017
16. Здравей (Merhaba) – бр. 16 / септември 2017
17. За мен е удоволствие (Bence Sefa) – бр. 17 / ноември 2017
18. Една вечер (Bir gece) – бр. 18 / януари 2018
19. Малшанс (Kör Talih) – бр. 19 / март 2018
20. Да срещнем разказите си (Öykülerde Buluşalım) – бр. 20 / май 2018
21. Вдишване в тъмнината (Karanlığın İçinde Bir Nefes) – бр. 21 / юли 2018
22. В дъжда е скрита надежда (Bir Umut Saklıydı Yağmurun İçinde) – бр. 22 / септември 2018
23. Черешата (Kiraz Ağacı) – заглавен разказ на книгата Sessizlik (Безмълвие)
24. И за мен е удоволствие (Bence De Sefa) – финален разказ на книгата Sessizlik (Безмълвие)
25. Същото лице (Aynı Yüz) – бр. 23 / ноември 2018
26. Знанието Ърфан (İlim İrfan) – бр. 24 / януари 2019
27. Имаме проблем (Bir Derdimiz Var) – бр. 25 / март 2019
28. Исмаил Заргана (Zargana İsmail) – бр. 26 / май 2019
29. По моя вина (Benim Yüzümden) – бр. 27 / юли 2019
30. Извън времето (Zamansız) – бр. 28 / септември 2019
31. Времето на нескопосаните лъжи – бр. 29 / ноември 2019
32. Мигът на Хайри (Şipşak Hayri) – бр. 30 / януари 2020
33. Ние (Biz) – бр. 31 / март 2020
34. Ако аз бях Пинокио (Pinkyo olsam) – бр. 32 / май 2020
35. Целият свят в един автобус (Bi Dünya Otobüs) – бр. 33 / юли 2020
36. Госпожа Любезна (Nezaket Hanım) – бр. 34 / септември 2020
37. Срещи (Karşılaşmalar) – бр. 35 / октомври 2020
38. Чинар (Çinar) – бр. 36 / декември 2020
39. Провалена вечер (Kayip Gece) – бр. 37 /февруари 2021
40. В парка зад училището (Arka Bahçe) – бр. 38 / май 2021
41. Казвам се... (Benim Adım…) – бр. 39 / юли 2021
42. Бахтияр те обича (Bahtiyar Seni Seviyor) – бр. 40 / септември 2021
43. Деветдесет и пета година (Sene Doksan Beş) – бр. 41 / ноември 2021
44. У дома (Evde) – бр. 42 / януари 2022
45. Много ми липсваше (Seni Çok Özledim) – бр. 43 / април 2022
46. Историята на Азиз (Bir Aziz Hikayesi) – бр. 44 / юни 2022
47. Господин Маджит (Macit Bey) – бр. 45 / август 2022
48. Момичето на телефона (Telefondaki kiz) – бр. 46 / септември 2022
49. Наиловците вътре в нас (İçimizdeki Nailler) – бр. 47 / ноември 2022
50. Пред Нова година – бр. 48 / януари 2023
51. Рай – бр. 49 / март 2023
52. Глас (Ses) – бр. 50 / юни 2023
53. Сатълмъш (Satılmış) – бр. 51 / юли-август 2023
54. Затвори очи (Kapa gözlerini) – бр. 52 / септември 2023
55. Къщата на лудите (Deliler Evi) – бр. 53 / ноември 2023
56. Стаята на сина (Oğul odası) – бр. 54 / януари 2024
57. Ад (Cehennem) – бр. 55 / април 2024
58. Обич (Sevgi) – бр. 56 / май 2024
59. Лоша миризма (Kötu koku) – бр. 57 / юли 2024
60. Елен (Geyık) – бр. 58 / септември 2024
61. Мляко (Süt) – бр. 59 / ноември 2024
62. Мама Памук (Pamuk Anne) – бр. 60 / януари 2025
63. Чистилище (Araf) – бр. 61 / март 2025